# Relações entre Chile e Vietnã
As relações entre o Chile e o Vietnã são as relações atuais e históricas entre as duas nações. Os dois países são membros da Cooperação Econômica Ásia-Pacífico e são os principais signatários da Parceria Transpacífica.

## História
O Chile foi o segundo país da América Latina e o primeiro da América do Sul a reconhecer o Estado do Vietnã em 1950.
O Chile e o Vietnã estabeleceram relações pela primeira vez em 1972, quando o Vietnã estava envolvido na Guerra do Vietnã. No entanto, depois que Augusto Pinochet deu um golpe de Estado um ano depois e após a vitória do Vietnã do Norte em 1975, o relacionamento ficou tenso. Pinochet, um anticomunista, era hostil ao recém-estabelecido governo comunista do Vietnã e não houve relacionamento oficial durante a década de 1980 entre a junta chilena anticomunista de direita e o Vietnã comunista.

## Relação econômica

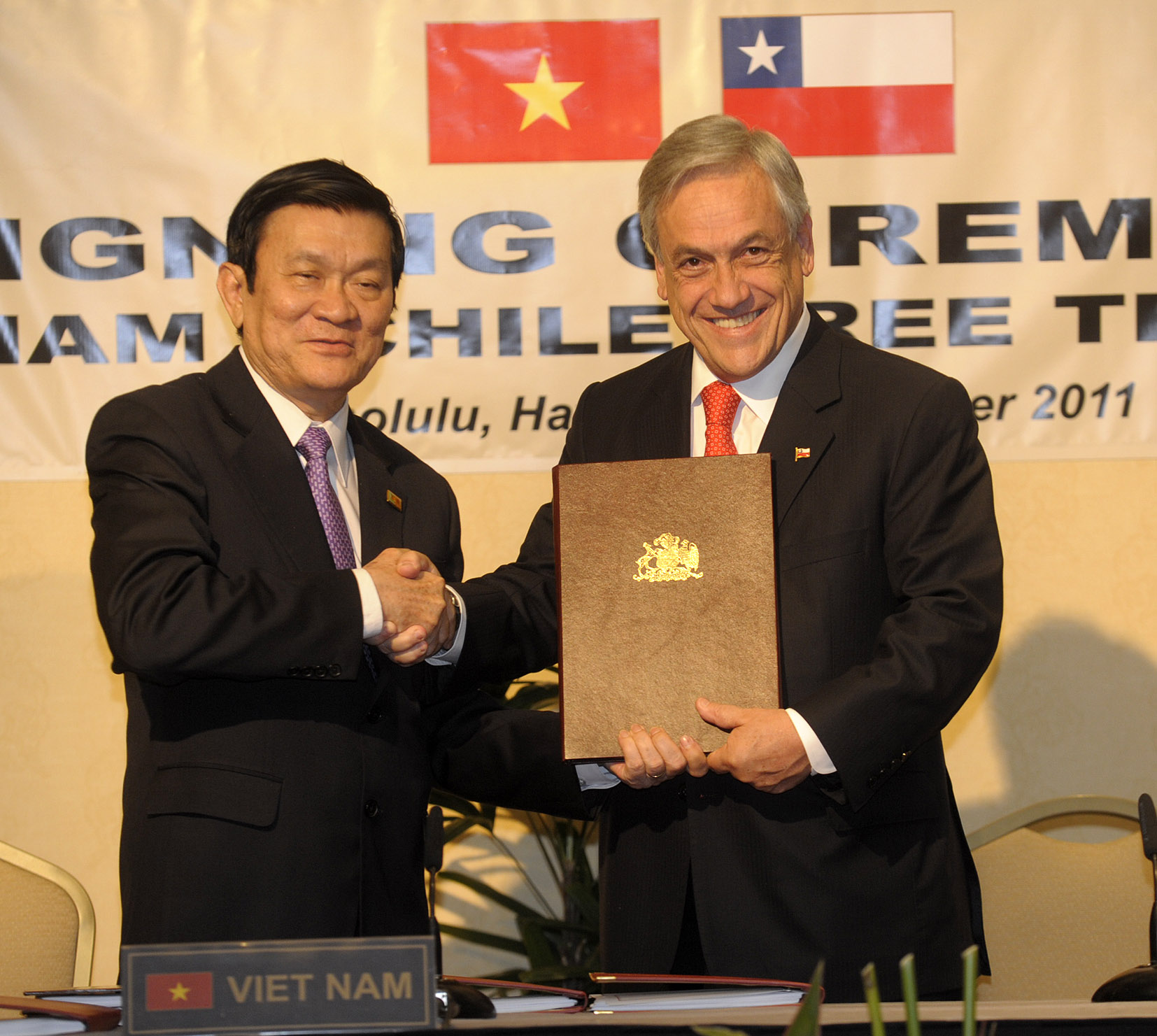
Cumbre Líderes APEC 11-11-2011

Durante o final da década de 1980, ambos os países testemunharam grandes mudanças. O Vietnã iniciou sua reforma econômica em 1986, enquanto o Chile passou da junta para a democracia em 1990. A relação entre os países melhorou. O Chile se tornou um dos maiores investidores econômicos da América Latina para o Vietnã. Em 2017, o Vietnã era o segundo maior parceiro comercial do Chile na Associação de Nações do Sudeste Asiático.
Os dois países têm aprofundado suas relações comerciais e econômicas, que agora são muito mais profundas, conforme elogiado pelo Embaixador do Chile no Vietnã, Claudio de Negri.
As duas nações assinaram um Acordo de Livre Comércio em 2014, que foi reafirmado pela Presidente Michelle Bachelet em sua visita ao Vietnã em 2017.

## Missões diplomáticas
- O Chile tem uma embaixada em Hanói.
- O Vietnã tem uma embaixada em Santiago.

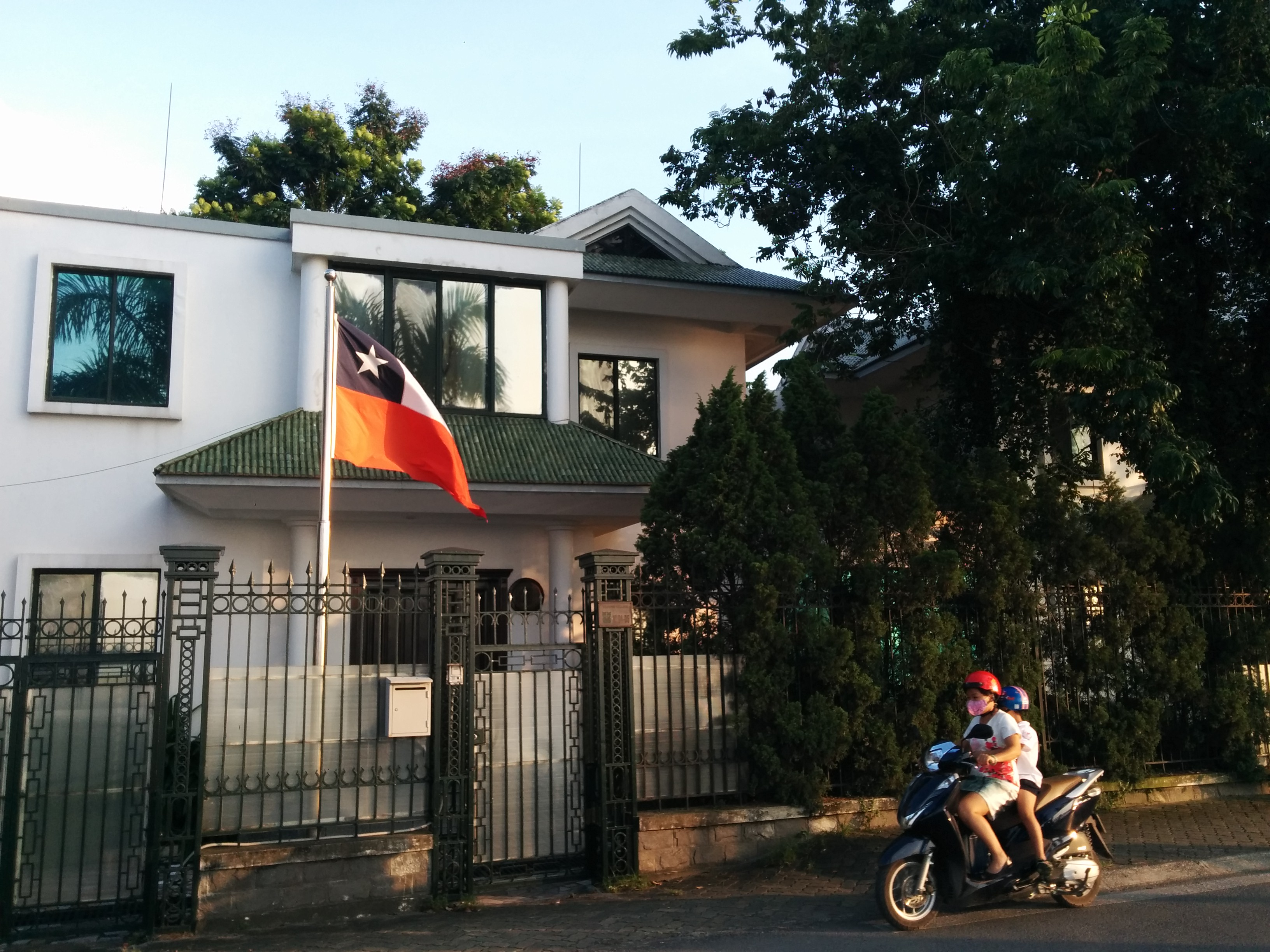
Embaixada do Chile em Hanói
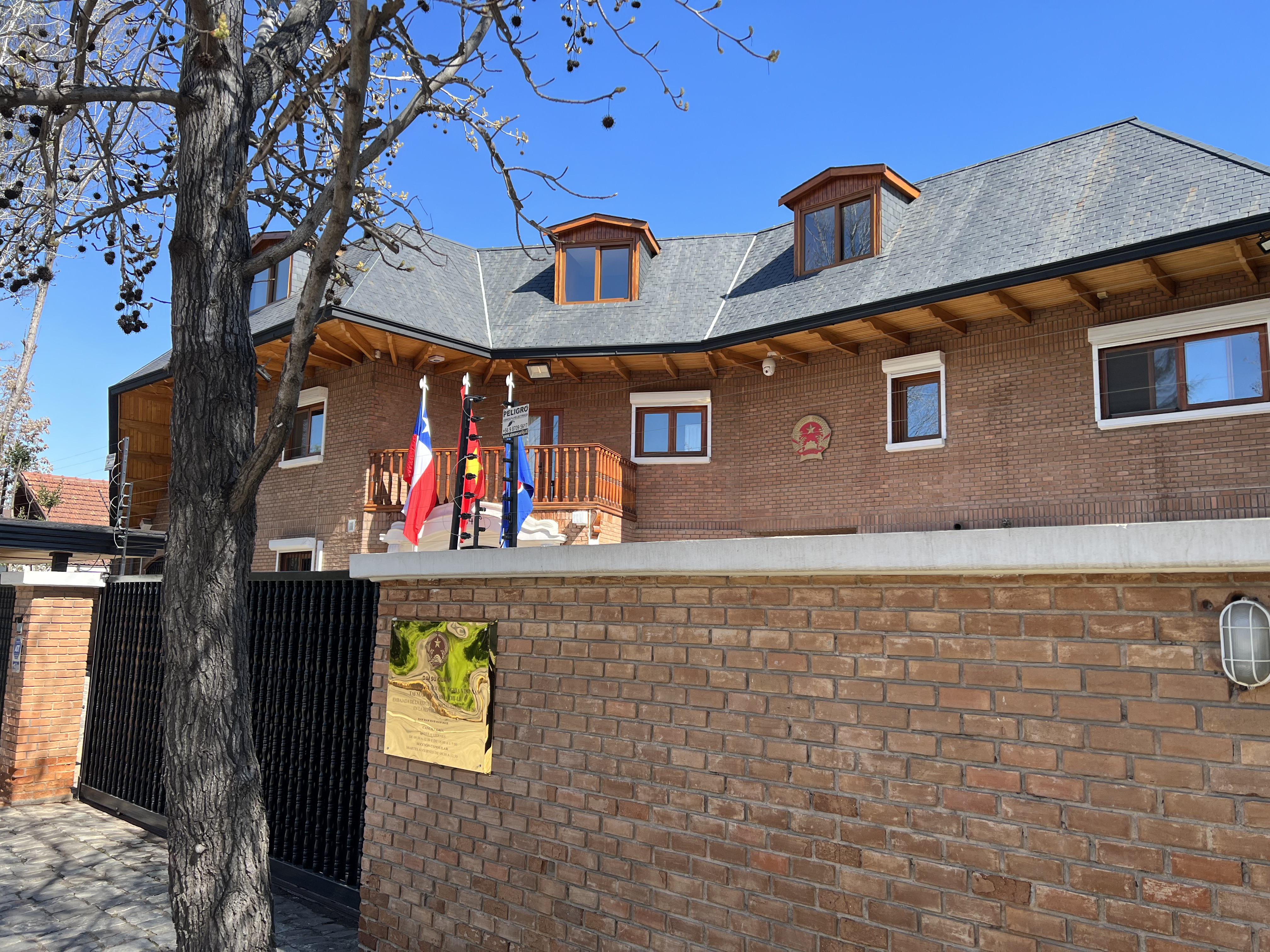
Embaixada do Vietnã em Santiago